# Letters to Juliet
Letters to Juliet (Nederlands: Brieven aan Julia) is een Amerikaanse romantische film uit 2010 met Amanda Seyfried in de titelrol.

## Verhaal
De jonge Sophie werkt als feitenonderzoekster voor The New Yorker, al zou ze graag schrijfster worden.
Ze gaat met haar verloofde Victor op voorhuwelijksreis naar Verona in Italië.
Victor maakt van de gelegenheid gebruik om leveranciers te zoeken voor zijn geplande Italiaans restaurant, en laat Sophie vaak alleen.
Op stap in de stad passeert ze het Casa di Giulietta; het huis van Julia uit Shakespeares beroemde werk Romeo en Julia.
Ze ziet hoe jongedames allerlei boodschappen voor Julia achterlaten op de muur en hoe die 's avonds door een jonge vrouw worden verzameld.
Sophie volgt haar tot het kantoor van Julia's secretaresses: vier vrouwen op de loonlijst van de stad die alle brieven beantwoorden.
Ze wordt uitgenodigd hen te helpen en gaat de volgende dag mee de brieven ophalen.
Achter een losse steen in de muur vindt ze een vijftig jaar oud exemplaar van een Engels meisje over haar Italiaanse liefde en ze besluit hem te beantwoorden.
Kortelings later valt de kleinzoon van dat meisje het kantoor binnen. Hij maakt Sophie duidelijk dat hij het ongepast vindt om zijn grootmoeder na al die jaren aan te zetten op zoek te gaan naar haar jeugdliefde.
Sophie volgt hem naar buiten en ontmoet zo Claire die inderdaad afgereisd is om de man met wie ze als vijftienjarig meisje wou trouwen maar uit onzekerheid verliet, Lorenzo, terug te vinden.
Tot Charlies ongenoegen mag ze meegaan op de zoektocht en ook het hele verhaal opschrijven.
In het telefoonboek vinden ze een hele resem Lorenzo Bartolini's, en die zoeken ze vervolgens een voor een op.
Na tal van Lorenzo's bezocht te hebben, geven ze uiteindelijk de zoektocht op maar op de terugweg merkt Claire een jongeman op die precies op haar Lorenzo lijkt.
Ze stoppen en het blijkt zijn kleinzoon te zijn.
Na vijftig jaar ontmoeten de twee elkaar en vallen opnieuw voor elkaar — Claire is weduwe en Lorenzo weduwnaar.
Terug in New York verbreekt Sophie haar relatie met Victor.
Haar baas vindt het verhaal dat ze meebracht goed en besluit het te publiceren.
Dan krijgt Sophie een uitnodiging voor het huwelijk van Claire en Lorenzo en vliegt terug naar Italië, waar zij en Charlie toegeven van elkaar te houden.

## Rolverdeling
| Acteur             | Personage          | Opmerkingen                                                                                  |
| ------------------ | ------------------ | -------------------------------------------------------------------------------------------- |
| Amanda Seyfried    | Sophie             | De jonge Amerikaanse protagoniste werkt als feitenonderzoekster voor een tijdschrift.        |
| Gael García Bernal | Victor             | Sophies verloofde die druk in de weer is met de opening van zijn eigen Italiaans restaurant. |
| Vanessa Redgrave   | Claire Smith-Wyman | Oude vrouw die vijftig jaar eerder een brief aan Julia schreef.                              |
| Chris Egan         | Charlie Wyman      | Claires kleinzoon die met haar meegaat op zoek naar haar grote jeugdliefde.                  |
| Franco Nero        | Lorenzo Bartolini  | Claires grote jeugdliefde.                                                                   |
| Luisa Ranieri      | Isabella           | Een van Julia's secretaresses die dagelijks de brieven komt ophalen.                         |

## Trivia
- Franco Nero en Vanessa Redgrave zijn ook in realiteit man en vrouw.